# So antihiàtic
Un so antihiàtic (també anomenat epèntesi antihiàtica) és un fenomen vocàlic que es produeix en seqüències amb vocal mitjana anterior seguida de vocal baixa. No hi ha realitzacions antihiàtiques en català oriental. És un fenomen propi de la llengua col·loquial i està en retrocés. En són un exemple les seqüències: pa-j-ella (paella/paiella); ide-j-a (idea/ideia); re-j-al (real/reial). En seqüències fonètiques com són ae i ea l'element antihiàtic -j- s'insereix pel caràcter palatal d'aquest so.
Un fenomen amb identitat de raó a la inserció antihiàtica és la inserció consonàntica.